# 亞特蘭提斯號雙桅帆船
亚特兰提斯号双桅帆船（RV Atlantis）是美国伍兹霍尔海洋研究所的首艘研究船，于1931年投入使用，1966年被出售给阿根廷。亚特兰提斯号的图案被用作伍兹霍尔海洋研究所的标志。美国亞特蘭提斯號太空梭和海洋研究船RV Atlantis (AGOR-25)都继承自其名字。

## 美国研究船
亚特兰提斯号是伍兹霍尔海洋研究所的首艘研究船，也是首艘专为海洋生物学、海洋地質學、物理海洋学跨学科研究而建的船。这艘雙桅船于1931年在丹麦哥本哈根建成并于同年加入海洋研究所。其可以载19名船员和9名科学家。海洋研究所一名叫Alexander Forbes的受托人以自己先前一艘名为亚特兰提斯的双桅纵帆船命名了该船。亚特兰提斯号共进行了299次航行，航程达70万英里，进行了各类海洋科学研究。

## 阿根廷接手
1966年，亚特兰提斯号被出售给阿根廷，经过翻新后，加入阿根廷海警，更名为“南方号”（ARA El Austral，Q-47），成为拉丁美洲首艘海洋研究船。1996年移交给阿根廷海警，以阿根廷诺贝尔奖得主贝尔纳多·奥赛命名为“贝尔纳多·奥赛号”（PNA Dr Bernado Houssay，MOV-1）。2011年，阿根廷对处于半废弃状况多年的该船进行了翻新，重新下水。截至2022年，该船仍处于现役中。